# 重力屈性

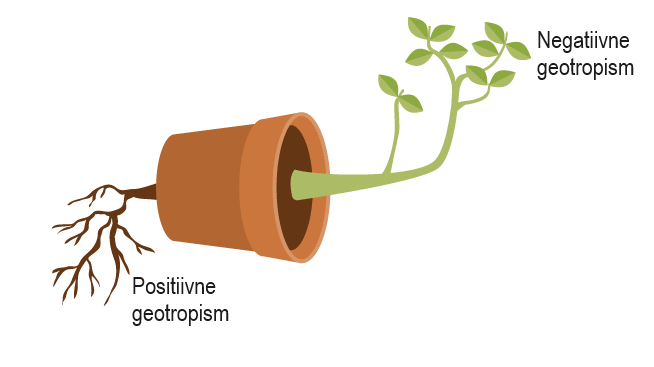
重力屈性の外観。

重力屈性（）は、重力方向に対する屈性のことである。重力向性、屈地性とも呼ばれる。

## 正の重力屈性

正の重力屈性

根の根冠には平衡細胞（コルメラ細胞）が存在している。平衡細胞中にはアミロプラスト（デンプンを内部に多量に貯蔵しているため重い）が存在しており、重力によって細胞中で沈殿している。PINタンパク質はアミロプラストの局在の影響を受けてアミロプラストが存在する側の細胞膜に局在するようになる。オーキシンは中心柱から根冠へと移動してきて、平衡細胞内に侵入する。オーキシンはPINタンパク質によって細胞外へと排出されるため、PINタンパク質が局在している重力方向の細胞膜から排出されていく。その結果、オーキシンは根の先端において、重力方向につれて濃くなる濃度勾配を形成するようになる。根ではオーキシンの感受性が高く、高濃度のオーキシンで生長が抑制される。そのため、根の先端では重力方向側の細胞の生長が抑制されて、根は重力方向へと屈性する。PINタンパク質は中心柱において細胞の底面に局在するため、根冠までオーキシンが極性移動することができる。一方、根の先端に達した後は、皮層や表皮の細胞の上部にPINタンパク質が局在するため、オーキシンは根の先端から基部へと皮層や表皮を極性移動する。このとき、根冠でオーキシンが重力方向側に移動するがために、重力方向側の皮層や表皮でより多くのオーキシンが極性移動をすることになる。その結果、オーキシンの重力方向に連れて濃くなる濃度勾配が根全体に広がるため、根は先端だけでなく全体が重力方向へと屈性することとなる。この一連の流れによる根の屈性を正の重力屈性という。

アミロプラストと重力屈性。垂直の場合。
水平の場合。

## 負の重力屈性

正の重力屈性

茎の内皮細胞には平衡細胞が存在している。平衡細胞内にはアミロプラストが存在しており、重力によって細胞内で沈殿している。PINタンパク質はアミロプラストの局在の影響を受けてアミロプラストが存在する側の細胞膜に局在するようになる。茎の先端部で合成されたオーキシンは中心柱内を極性移動して根の方へ下降する。その過程でオーキシンは中心柱の外側に接している内皮細胞に侵入する。オーキシンはPINタンパク質によって細胞外へと排出されるため、PINタンパク質が局在している重力方向の細胞膜から排出されていく。その結果、オーキシンは茎の表面部分で重力方向に連れて濃くなる濃度勾配を形成する。茎ではオーキシンの感受性が低く、高濃度のオーキシンで生長が促進される。そのため、茎の表面では重力方向側の細胞の生長が促進されて、茎は重力方向から逆らうように屈曲する。この一連の流れによる茎の屈性を負の重力屈性という。

オーキシンの器官ごとの感受性。
水平にした子葉鞘の重力屈性